# توماس جيتر
توماس جيتر (بالإنجليزية: Thomas Jeter)‏ هو مبارز بالسيف أمريكي، ولد في 25 أغسطس 1898 في فلورنس في الولايات المتحدة، وتوفي في 23 أكتوبر 1979 في سان دييغو في الولايات المتحدة.

## وصلات خارجية
- توماس جيتر على موقع أوليمبيديا (الإنجليزية)